# Чеські хокейні ігри
Хокейні ігри Kajotbet (англ. Kajotbet Hockey Games) — міжнародний хокейний турнір у Чехії. Проводиться між чотирма національними збірними: Росії (до 2022 року), Фінляндії, Чехії, Швеції згодом також Австрії та Швейцарії. 
Проводиться з 1994 року. У різні роки проходив в таких чеських містах: Злін, Пардубице, Ліберець, Карлові Вари, Острава та Брно. З 1997 року є етапом Єврохокейтуру.

## Назви турніру
- 1994—1997 — Кубок Прагобанка
- 1998—2007 — Чеський Кубок пойштовни
- 2008—2011, з 2017 — Чеські хокейні ігри
- 2012—2013 — Хокейні ігри Kajotbet

## Переможці
| Рік             | Переможець                                               | 2 місце                                                  | 3 місце                                                  |
| --------------- | -------------------------------------------------------- | -------------------------------------------------------- | -------------------------------------------------------- |
| 1994            | Чехія                                                    | Росія                                                    | Швеція                                                   |
| 1995            | Чехія                                                    | Швеція                                                   | Словаччина                                               |
| 19961           | Фінляндія                                                | Швеція                                                   | Чехія                                                    |
| 1997            | Чехія                                                    | Фінляндія                                                | Росія                                                    |
| 1998            | Швеція                                                   | Фінляндія                                                | Чехія                                                    |
| 1999            | Чехія                                                    | Фінляндія                                                | Швеція                                                   |
| 2000            | Фінляндія                                                | Швеція                                                   | Чехія                                                    |
| 2001            | Фінляндія                                                | Росія                                                    | Швеція                                                   |
| 2002            | Росія                                                    | Чехія                                                    | Швеція                                                   |
| 2003            | Фінляндія                                                | Швеція                                                   | Росія                                                    |
| 2004            | турнір не проводився через Кубок світу з хокею із шайбою | турнір не проводився через Кубок світу з хокею із шайбою | турнір не проводився через Кубок світу з хокею із шайбою |
| 2005            | Швеція                                                   | Росія                                                    | Чехія                                                    |
| 2006            | Росія                                                    | Фінляндія                                                | Швеція                                                   |
| 2008            | Росія                                                    | Чехія                                                    | Фінляндія                                                |
| (квітень) 2009  | Росія                                                    | Чехія                                                    | Фінляндія                                                |
| (вересень) 2009 | Чехія                                                    | Росія                                                    | Фінляндія                                                |
| 2011            | Чехія                                                    | Росія                                                    | Фінляндія                                                |
| 2012            | Фінляндія                                                | Чехія                                                    | Росія                                                    |
| (квітень) 2013  | Швеція                                                   | Росія                                                    | Чехія                                                    |
| (серпень) 2013  | Фінляндія                                                | Росія                                                    | Швеція                                                   |
| 2017            | Чехія                                                    | Фінляндія                                                | Росія                                                    |
| 2018            | Чехія                                                    | Фінляндія                                                | Швеція                                                   |
| 2019            | Швеція                                                   | Фінляндія                                                | Росія                                                    |
| 2020            | турнір не відбувся через пандемію COVID-19               | турнір не відбувся через пандемію COVID-19               | турнір не відбувся через пандемію COVID-19               |
| 2021            | Чехія                                                    | Швеція                                                   | Фінляндія                                                |
| 2022            | Чехія                                                    | Швеція                                                   | Фінляндія                                                |
| 2023            | Швейцарія                                                | Швеція                                                   | Чехія                                                    |
| 2024            | Фінляндія                                                | Швеція                                                   | Швейцарія                                                |
| 2025            | Швеція                                                   | Швейцарія                                                | Чехія                                                    |

1 Брали участь тільки збірні Чехії, Швеції та Фінляндії.

## Статистика
| Місце | Збірна     | Золото | Срібло | Бронза | Разом |
| ----- | ---------- | ------ | ------ | ------ | ----- |
| 1     | Чехія      | 10     | 4      | 7      | 21    |
| 2     | Фінляндія  | 7      | 7      | 6      | 20    |
| 3     | Швеція     | 5      | 8      | 7      | 20    |
| 4     | Росія      | 4      | 7      | 5      | 16    |
| 5     | Швейцарія  | 1      | 1      | 1      | 3     |
| 6     | Словаччина | 0      | 0      | 1      | 1     |